# 巴尔塞纳德西塞罗
巴尔塞纳德西塞罗，是西班牙坎塔布里亚的一个市镇。总面积37平方公里，总人口2478人（2001年），人口密度67人/平方公里。